# Гарничету (Валча)
Гарничету (рум. Gârnicetu) насеље је у Румунији у округу Валча у општини Станешти. Oпштина се налази на надморској висини од 261 m.

## Становништво
Према подацима из 2002. године у насељу је живело 32 становника, од којих су сви румунске националности.